# Hugo Gödecke
Hugo Gödecke, född 12 maj 1858 i Norrköping, död 2 maj 1927 i Trelleborg, var en svensk industriman.
Gödecke blev disponent vid Trelleborgs Sockerfabriks AB 1887 och direktör för Svenska Sockerfabriks AB:s fabriker i Trelleborg och Hököpinge 1908. Han var ledamot av styrelsen för Trelleborgs stads sparbank från 1900 och ordförande där från 1909. Han var även ordförande i styrelsen för Trelleborg-Rydsgårds Järnväg (TRJ).